# Пам'ятник Богданові Хмельницькому (Чернігів)
Пам'ятник Богдану Хмельницькому в Чернігові — пам'ятник українському гетьману і державному діячеві Богдану Хмельницькому (1595—1657) у місті Чернігові.

## Загальні відомості
Пам'ятник — бетонна статуя (заввишки 2,5 м) на циліндричному цегляному, обкладеному травертином постаменті (заввишки 3,2 м), що спирається на підковоподібний стилобат зі сходинками, облицьований каменем і плиткою. Основою служить земляний пагорб. Розташований у центрі сквера імені Б. Хмельницького (вул. Гетьмана Полуботка).
Автори — скульптори І. П. Кавалерідзе, Г. Л. Петрашевич, архітектор — А. А. Карнабіда, скульптурне опорядження постамента — С. Т. Соломаха. 

## З історії пам'ятника
Спорудження пам'ятника розпочато в 1955 році, ініціатором його появи став перший секретар чернігівського обкому КП(б)У Василь Марков. Пам'ятник мав нагадувати про 300-літній ювілей Переяславської Ради, який широко відзначали 1954 року. Спочатку головним архітектором міста П. Ф. Букловським та уповноваженим Спілки архітекторів України Л. Судніковим було оголошено конкурс на найкращий проєкт пам'ятника. У конкурсі взяв участь сам П. Букловський, начальник обласного управління архітектури П. Козицький та молодий архітектор А. Карнабіда. Проєкти були анонімні, й перемога дісталася 27-річному А. Карнабіді.
Після виготовлення робочих креслень автор вирушив до скульптора І. Кавалерідзе, якому проєкт дуже сподобався. За задумом архітектора, поруч зі статуєю Богдана Хмельницького (яка на той час вже була готова) мали постати скульптури побратимів гетьмана — Степана Пободайла та Мартина Небаби, біля підніжжя постамента планувалося розмістити ще дві фігури — кобзаря та козака. Довкола пам'ятника мав бути зроблений мозаїчний майданчик.
Після затвердження проєкту розпочалися роботи зі спорудження пам'ятника, які велися Дорожньо-експлуатаційним управлінням під керівництвом П. В. Семенця. У ході робіт через нестачу фінансування довелося відмовитися від першозапланованої композиції і обмежитися лише фігурою гетьмана. А. Карнабіда запропонував установити довкола пам'ятника хоча б паркові вази, проте грошей не вистачило ні на вази, ні на мозаїчний майданчик. Вдалося зробити лише художнє ліплення на постаменті, яке виконав С. Т. Соломаха.
Пам'ятник було відкрито без офіційних урочистостей у квітні 1956 року.
Від часу набуття Україною незалежності в Чернігові існували суперечки стосовно первісної ідеї авторів щодо просторової орієнтації монумента, а саме його «розвернення» чи то в бік до центральної площі міста, чи то «в бік Росії».
Рішення про напрямок орієнтації пам'ятника, за згадками А. Карнабіди, приймав тодішній перший секретар міськкому КП(б)У Ф. Коротков, який розпорядився, аби гетьман дивився в напрямку нової будівлі міськкому.
Дехто з чернігівців навіть жартував, що Богдан дивиться, як би випити, пояснюючи це тим, що напрямок погляду скульптури збігався з місцем розташування обласного спиртового тресту.
За однією з версій, про напрямок орієнтації пам'ятника питали навіть видатного архітектора-реставратора Петра Барановського, який саме займався відновленням П'ятницької церкви. Барановський ніби-то порекомендував встановити скульптуру на підшипники, аби можна було розвертати «за необхідності».
Дискусії про потребу відновлення первісного архітектурного задуму точилися кілька десятиліть. Так, у 2011 році чернігівський осередок УНП навіть звернувся до міськради з пропозицією розвернути пам'ятник обличчям до центру міста, мотивуючи це задумом архітектора пам'ятника, про що той висловлювався у 2000-х, однак дістав відмову — в листі, який надійшов у відповідь на запит з управління архітектури Чернігівської міської ради, вказувалося, що чинне розташування пам'ятника «відповідає первісній ідеї його авторів: скульптура Богдана Хмельницького повернута обличчям у бік Росії, що символізує возз'єднання з нею», крім того, управління капітального будівництва міської ради вже розробило й затвердило проєктно-кошторисну документацію за об'єктом «Реконструкція скверу Богдана Хмельницького», якою не передбачені роботи з розвороту пам'ятника Богданові Хмельницькому в бік П'ятницької церкви.
3 липня 2016 року на розгляд громадської ради при міському голові Чернігова було винесено новий проєкт реконструкції скверу імені Богдана Хмельницького. Новим проєктом було передбачено капітальну реконструкцію, яка включала також демонтаж скульптури, її реставрацію та відновлення постамента й встановлення пам'ятника вже згідно з первісним композиційним рішенням, тобто фасом до центру Чернігова.
Відтак, у ході реконструкції скверу, яка була здійснена навесні 2017 року, пам'ятник гетьману України Богданові Хмельницькому розвернули на 180 градусів. Кошторис цих робіт склав 14,5 тисяч гривень, а ремонт усього парку — 700 тисяч гривень.

## Джерело
- Хмельницькому Богдану пам'ятники // Чернігівщина: Енциклопедичний довідник / за ред. А. В. Кудрицького. — К.: Українська радянська енциклопедія, 1990. — С. 836